# Fases de Vênus

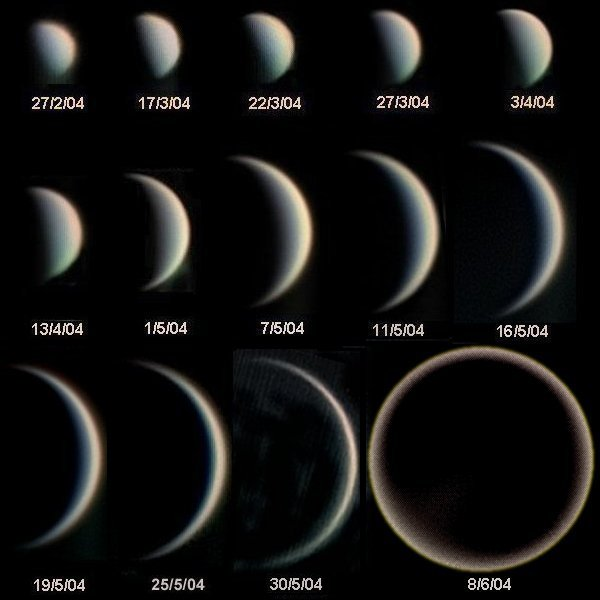
Observação das fases de Vênus durante vários dias

As fases de Vênus são os diferentes aspectos que a superfície do planeta Vênus apresenta a um observador na Terra devido a mudanças na iluminação dela pelo Sol, de forma muito semelhante ao que se observa nas fases da Lua. A ocorrência das fases é possível pois Vênus é um planeta inferior.

Esquema mostrando a ocorrência de fases no planeta Vênus para um observador na Terra

As fases de Vênus são o resultado do posicionamento relativo deste planeta com relação ao Sol e à Terra enquanto estes planetas percorrem suas órbitas ao redor do Sol. O planeta apresenta uma iluminação semelhante ao quarto crescente quando atinge a máxima elongação do Sol, uma fase semelhante à lua nova ao se posicionar entre a Terra e o Sol (conjunção inferior) e uma fase semelhante à lua cheia quando atinge a conjunção superior.

Esquema mostrando as fases de Vênus para um observador do poente

Além das alterações na iluminação também é possível observar uma variação em seu tamanho aparente resultado da aproximação e do afastamento do planeta em relação à Terra. A fase de menor tamanho aparente e menor magnitude aparente é a fase cheia, pois o planeta se encontra mais distante, enquanto a fase de maior magnitude aparente (-4,1) é a crescente.
O primeiro registro da observação de fases em Vênus é de Galileu Galilei em 1610, através de um telescópio. Tal observação tem importância histórica, pois era incompatível com o modelo geocêntrico de Ptolomeu, que nunca permitiria que o planeta fosse completamente iluminado. Algumas fases eram possíveis no modelo de Ptolomeu, mas todas as fases só poderiam ocorrer no modelo heliocêntrico de Nicolau Copérnico.